# 藤原保蔭
藤原 保蔭（ふじわら の やすかげ）は、平安時代前期の貴族。藤原南家貞嗣流、宮内卿・藤原高仁の子。官位は従五位下・相模介。
貞観19年（877年）正月、式部大丞の時に従五位下に叙爵。他、相模介も務めた。

## 系譜
- 父：藤原高仁
- 母：橘氏
- 妻：橘良基の娘
  - 長男：藤原道明（856-920）
  - 男子：藤原道快
- 妻：錦部富成の娘
  - 男子：藤原道微
- 生母不明の子女
  - 女子：橘良殖室